# Nils-Folke Knafve
Nils-Folke Knafve, född 2 september 1905 i Nyhamnsläge, Brunnby församling, Malmöhus län, död där 2 september 1996, var en svensk målare.
Han var son till sjökaptenen Lars Albin Knafve och Helfrid Wahlström samt från 1948 gift med Ingrid Cecilia Hellman. Han studerade först konst vid Skånska målarskolan och fortsatte därefter sina studier för Nils Nilsson vid Valands målarskola 1938-1944 samt i Paris 1951-1952. Han tilldelades Skånes konstförenings konstnärsstipendium 1955. Han medverkade i samlingsutställningar med Sveriges allmänna konstförening, Helsingborgs konstförening, Skånes konstförening och Kulla-konst i Höganäs. Hans konst består av stilleben, figurer, porträtt, stadsbilder och landskapsskildringar ofta från Christiansö utförda i olja, pastell eller gouache. Knafve är representerad vid Helsingborgs museum.